# Carmit Bachar

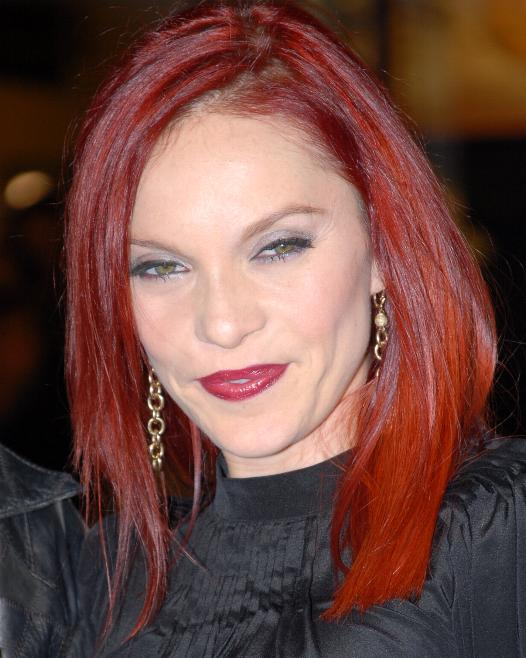
Carmit Bachar (2008)

Carmit Maile Bachar (* 4. September 1974 in Los Angeles, Kalifornien) ist eine US-amerikanische Tänzerin, Sängerin und Schauspielerin. Sie ist Mitglied der Tanz- und Musikgruppe Pussycat Dolls.

## Leben
Carmit Maile Bachar hat israelische, niederländische, indonesische und chinesische Vorfahren. Ihr Vater machte unter anderem Pantomime mit Marcel Marceau, tanzte für Elvis Presley und am Broadway. Ihre Mutter ist heute noch Tanzlehrerin.
Bachar wurde 1992 Fünfte der amerikanischen Olympiaausscheidungen für Rhythmische Sportgymnastik und studierte Klavier, Geige, Schauspiel und Gesang. Sie wurde mit einer Lippen- und Gaumenspalte geboren, weshalb man ihr vom Singen abriet. Mittlerweile hat sie eine Non-Profit-Organisation mit dem Namen Smile With Me gegründet. Außerdem tanzte Bachar in zahlreichen Musikvideos, unter anderem von The Offspring, No Doubt und Beyoncé, und trat auch in Aaliyahs Video zu Rock the Boat auf, wenige Stunden vor deren Flugzeugabsturz auf den Bahamas. Sie spielte auch in vielen Filmen Nebenrollen und war das „LaVida Loca Girl“ auf Ricky Martins Welttour.
2001 gründete Carmit Bachar mit Freunden eine Liveshow namens The Zodiac Show, deren Co-Produzentin sie auch ist. Mit den Pussycat Dolls, bei denen sie seit der Gründung im Jahr 1995 mitwirkte, feierte Bachar von 2005 bis 2007 internationale Erfolge. Seither war sie auf vielen Titelseiten US-amerikanischer Magazine wie Steppin’ Out und Deluxe 920 zu sehen. Im Herbst 2007 wurde Carmit Bachar zu einer Botschafterin der Organisation Operation Smile ernannt.
Ende Februar 2008 kündigte Bachar an, bei den Pussycat Dolls aufzuhören und sich in Zukunft anderen Plänen zu widmen. Dies wurde am 8. März durch einen Blogeintrag auf der offiziellen Pussycat-Dolls-Seite bestätigt.
Carmit Bachar arbeitete für ihr Soloalbum, das Mitte 2010 erscheinen soll, bereits mit Macy Gray und den Produzenten Whitey und Jared Lee Gosselin. Die Songs Fierce und Cream, die in den Studio-Sessions mit Gosselin entstanden, sang sie bereits 2009 in Clubs in Hollywood. Bachar ist zudem als Backgroundsängerin auf der Single Beauty in the World von Macy Gray vertreten.
Im März 2010 erschien eine EP von dem Rapper Detroit Diamond, auf der Carmit Bachar mit zwei Solo-Songs sowie einer gemeinsamen Aufnahme vertreten ist.
Im November 2019 gaben Bachar und vier ihrer früheren The-Pussycat-Dolls-Kolleginnen bekannt, ein Comeback inklusive Großbritannien-Tour und einem Auftritt im X-Factor-Finale zu starten.

## Filmografie (Auswahl)
- 1994: North
- 1996: Red Shoe Diaries (Fernsehserie, Folge 62)
- 1997: Good Burger
- 1998: Wachgeküßt (Living Out Loud)
- 2002: Hot Chick – Verrückte Hühner (The Hot Chick)
- 2003: 3 Engel für Charlie – Volle Power (Charlie's Angels: Full Throttle)
- 2004: … und dann kam Polly (Along Came Polly)
- 2004: 30 über Nacht (13 Going on 30)
- 2005: Las Vegas (Fernsehserie, zwei Folgen)
- 2007: Pussycat Dolls Present: The Search for the Next Doll (Fernsehserie, zwei Folgen)

## Auftritte in Musikvideos
- 1992 – The Lover in You (Big Daddy Kane)
- 1996 – Blood on the Dance Floor (Michael Jackson)
- 1998 – Too Close (Next)
- 1998 – One Week (Barenaked Ladies)
- 1999 – Pretty Fly (for a White Guy) (The Offspring)
- 1999 – Why Don’t You Get a Job? (The Offspring)
- 1999 – Take Me There (feat. Blackstreet & Mase) (Mýa)
- 1999 – You Need a Man (Shanice)
- 1999 – Every Morning (Sugar Ray)
- 1999 – All N My Grill (Missy Elliott)
- 2000 – You’re an Ocean (Fastball)
- 2000 – Bathwater (No Doubt)
- 2001 – Perfect Gentleman (Wyclef Jean)
- 2001 – Ain’t It Funny (Jennifer Lopez)
- 2001 – Rock the Boat (Aaliyah)
- 2001 – Hey Baby (No Doubt)
- 2002 – Sexual Revolution (Macy Gray)
- 2003 – Crazy in Love (Beyoncé)
- 2003 – Baby Boy (Beyoncé)
- 2003 – Shut Up (The Black Eyed Peas)
- 2004 – Sway (mit den Pussycat Dolls)
- 2005 – Don’t Cha (feat. Busta Rhymes) (mit den Pussycat Dolls)
- 2005 – Stickwitu (mit den Pussycat Dolls)
- 2005 – Beep (feat. Will.i.am) (mit den Pussycat Dolls)
- 2006 – Buttons (feat. Snoop Dogg) (mit den Pussycat Dolls)
- 2006 – I Don’t Need a Man (mit den Pussycat Dolls)
- 2006 – Wait a Minute (feat. Timbaland) (mit den Pussycat Dolls)
- 2006 – Friend (Scarlett)
- 2009 – Snap, Crackle, Pop (Chonique Sneed)